# La cabaña (película de 2017)
La cabaña (título original: The Shack) es una película dramática de 2017 dirigida por Stuart Hazeldine, basada en la novela homónima de William Paul Young. Es protagonizada por Sam Worthington, Octavia Spencer,  Graham Greene, Radha Mitchell, Alice Braga y Tim McGraw. 
La filmación inició el 8 de junio de 2015 en Vancouver, Canadá. Fue estrenada en Estados Unidos el 3 de marzo de 2017 y ha recaudado cerca de $80 millones de dólares a nivel mundial.

## Sinopsis
Mackenzie sufría de maltrato físico y emocional por parte de su padre cuando tenía apenas 13 años. Siendo ya adulto, debe afrontar la desaparición de su pequeña hija Missy, secuestrada y asesinada por un asesino en serie. Este hecho lo trastorna completamente a él y a su familia. Luego de recibir una extraña carta en su buzón, decide regresar a la cabaña donde su hija fue asesinada, creyendo que allí capturaría al asesino. Sin embargo, en esa cabaña se encuentra con una sorpresa inesperada.

## Argumento
Mackenzie Mack Phillips sufría abuso físico y emocional cuando era niño a manos de su padre borracho, quien también abusaba de su madre. Un día, Mack le contó al predicador de su iglesia sobre el abuso y —como castigo—  su padre lo golpeó con dureza, lo que llevó que la madre de Mack decidiera dejarlos. Cuando tenía 13 años, Mack envenenó a su padre poniendo estricnina en su whisky.
Como adulto, Mack tiene una vida plena con su esposa Nan y sus tres hijos: Kate, Josh y Missy. La vida de Mack se hace añicos cuando su hija menor, Missy, desaparece durante un viaje de campamento mientras él salva a Kate y Josh que habían sufrido un accidente en kayak. La policía determinó que Missy fue víctima de un asesino en serie tras de encontrar su vestido roto y sangre en una cabaña abandonada en el bosque. Kate se culpa a sí misma por la muerte de Missy debido a que ella causó el accidente del kayak.
La tragedia descarrila la fe y la vida de Mack hasta el comienzo del invierno cuando recibe en su buzón una carta mecanografiada sin estampilla invitándolo a regresar a la cabaña. El mensaje está firmado por «Papá», el apodo con el que Nan se refería a Dios. Pensando que esta puede ser una oportunidad para conocer y castigar al asesino en serie, Mack toma prestada la camioneta de su vecino junto con un arma y conduce hasta la cabaña, evitando por poco chocar con un camión durante el camino. Al encontrar la cabaña vacía, Mack, enfurecido, se ve tentado a dispararse, pero antes de lograrlo se encuentra con un personaje misterioso con facciones del Medio Oriente quien lo dirige hacia una casa cercana.
En la casa, Mack es recibido por tres personajes que revelan gradualmente sus identidades: la mujer afroamericana es «Elousia» o «Papá», Dios Padre; el hombre del Medio Oriente es Jesús y la mujer asiática es «Sarayu», el Espíritu Santo. El propósito de su encuentro es ayudar a Mack a comprender mejor su vida desde una perspectiva más elevada, liberarlo de la inclinación a juzgar a los demás, y guiarlo en el proceso de sanación de su familia después de la muerte de Missy.
Mack ayuda a Jesús a construir una caja de madera y ayuda al Espíritu Santo a preparar un lugar en su jardín para una nueva planta. Papá, en la forma de un anciano nativo americano, dirige a Mack hacia una cueva donde se encuentra el cuerpo de Missy. Juntos preparan su cuerpo para el entierro, la colocan en la caja y la ponen a descansar en el jardín. Mack también visita otra cueva donde la sabiduría de Dios, en la forma de una mujer llamada Sophia, le habla. Mack observa brevemente a Missy en el cielo, pero no puede estar con ella; Jesús cruza el límite que los separa para visitarla. Finalmente, el trío y Mack se encuentran con el espíritu del padre de Mack, quien le pide perdón por haberlo maltratado. A su vez, Mack se disculpa con su padre, a quien mató, y finalmente comprende que la muerte de Missy no fue un castigo por el asesinato de su padre.
Finalmente, siendo capaz de superar su dolor y restaurar su fe, Mack decide regresar a casa con su familia. Sin embargo, durante el camino se encuentra nuevamente con el camión y choca con él, despertando en un hospital. Allí, su vecino quien le prestó la camioneta le menciona que nunca llegó a la cabaña, ya que se estrelló en el camino. Más tarde, Mack le cuenta a Nan lo que vio en su viaje y convence a Kate de que la muerte de Missy no fue su culpa. La película finaliza evidenciando la restauración de la vida familiar y espiritual de Mack, mientras que la audiencia debe decidir si los eventos que sucedieron en la cabaña fueron reales.

## Reparto

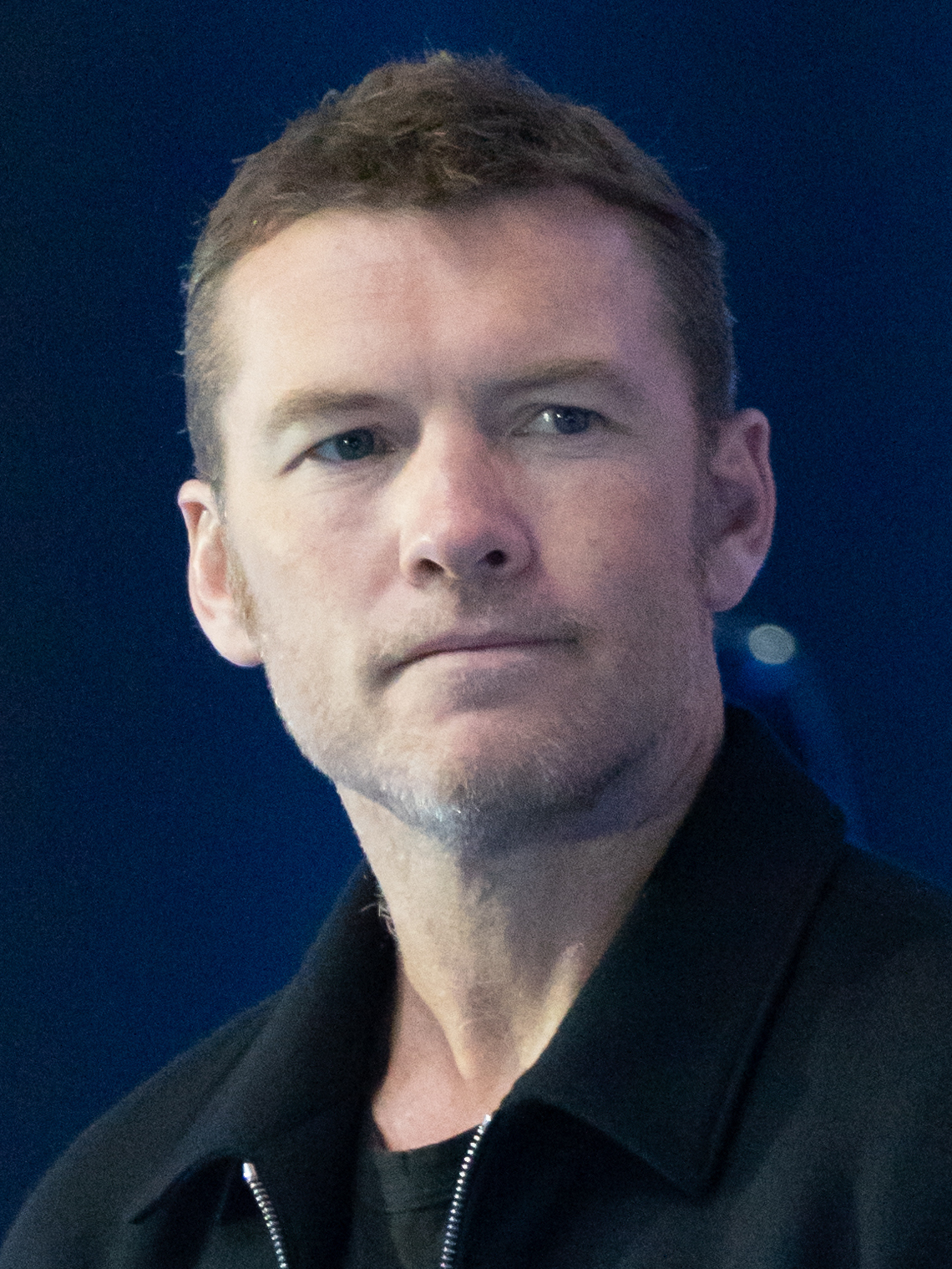
Sam Worthington interpreta al protagonista de la película, Mackenzie Mack Phillips.

- Sam Worthington como Mackenzie Mack Phillips.[2]
- Octavia Spencer como Elousia - Papá - Dios.[3][4]
- Tim McGraw como Willie.[5]
- Radha Mitchell como Nan Phillips.[6]
- Megan Charpentier como Kate Phillips.[5]
- Gage Munroe como Josh Phillips.[5]
- Amélie Eve como Missy Phillips.[5]
- Avraham Aviv Alush como Jesús.[6]
- Sumire como Sarayu - Espíritu Santo.[7]
- Alice Braga[5] como Sophia.
- Graham Greene como Papá masculino.[6]
- Ryan Robbins como Emil Ducette.[5]
- Carson Reaume como Mack Phillips (joven).

## Recepción
En el sitio web Rotten Tomatoes la película obtuvo un ranking aprobatorio del 19%, basado en 42 reseñas, con un índice de audiencia estimado de 4.4/10. El consenso general en el sitio manifiesta que «La cabaña plantea un mensaje innegablemente digno, pero que es mal servido por un guión que confunde la elevación espiritual con clichés melodramáticos y sermones pesados». En Metacritic, la película tiene un puntaje promedio de 32 sobre 100, basado en 17 críticas, indicando "reseñas generalmente desfavorables".

## Premios
En 2017, la película ganó un balón de oro Dove Award, en la categoría del año.